# Synchronizacja absolutna
Synchronizacja absolutna – synchronizacja zegarów obecna w sformułowaniu zasad teorii względności odmienna od synchronizacji Einsteina-Poincarégo.
Opiera się ona na dopuszczeniu możliwości, że światło może podróżować z punktu A do punktu B z inną prędkością
niż z punktu B do punktu A. W synchronizacji Einsteina-Poincarégo zwanej także synchronizacją standardową, przyjmujemy milczące założenie, że te prędkości są równe.
W rzeczywistości możemy jedynie obserwować prędkość na drodze zamkniętej, gdzie {\displaystyle v=2AB/t.}
Albert Einstein zauważył ten problem w swojej słynnej pracy „On the Electrodynamics of Moving Bodies”, w której przedstawił konstrukcję Szczególnej Teorii Względności.
Synchronizacja absolutna umożliwia teoretyczny opis układu preferowanego.